# Kalmah
Kalmah est un groupe de death metal mélodique finlandais, originaire d'Oulu. Leur style musical est proche de celui de groupes tels que Children of Bodom, mais surtout Eternal Tears of Sorrow. La formation de ce groupe se fait après la séparation du groupe Ancestor. Moins d'un an après sa création, Kalmah signe avec Spinefarm Records, une division de l'étiquette finlandaise Spinefarm Records.

## Biographie

### Origines et débuts
L'histoire de Kalmah débute en 1991 quand Pekka Kokko et Petri Sankala forment le groupe Ancestor. Après deux démos, Antti Kokko rejoint le groupe pour prendre la position de guitariste. En 1998, après avoir enregistré cinq démos thrash/death metal avec cinq bassistes différents, c’est la fin du groupe Ancestor. Les frères Kokko forment alors le groupe Kalmah en automne 1998 à Oulu,, et la formation est complétée par Pasi Hiltula au clavier et Altti Veteläinen à la basse.
Avec beaucoup d’enthousiasme, le groupe commence la composition d'un disque promotionnel. Avec le morceau de death metal mélodique Svieri Obraza, le groupe signe son premier contrat avec Spikefarm Records. Le groupe ne perd pas de temps et enregistre l’album Swamplord dans le studio Tico-Tico.

### DeSwamplordàFor the Revolution
L'album Swamplord sort pour le public à l’hiver 2000, et est immédiatement apprécié du public. Le groupe passe des dizaines d’interviews et le site de Spikefarm reçoit beaucoup de commentaires. Le groupe fait plusieurs prestations en Finlande avant de retourner à la composition d'un nouvel album. 
En novembre 2001, le groupe est de retour dans les studios de Tico-Tico pour enregistrer l'album They Will Return, qui sort le 2 février 2002. Le groupe change à la suite du départ de Altti et de Petri. Ils sont remplacés rapidement par Timo Lehtinen (Catamenia) à la basse et par Janne Kusmin à la batterie. En été 2002, le groupe fait une courte tournée en Finlande et joue à Wacken. Puis le groupe se remet à composer. Après beaucoup de pratique et de travail le groupe retourne dans les studios Tico-Tico au mois de février 2003 pour enregistrer dix nouveaux morceaux. Le nouvel album est intitulé Swampsong. Le groupe termine l’enregistrement de Swampsong dans les studios Finnvox qui sort le 23 mai 2003. L’album est très bien accueilli par les fans et le groupe fait plusieurs prestations. Pasi Hiltula, le claviériste, quitte le groupe au début de 2004, remplacé par Marco Sneck. 
Le groupe retourne en studio en novembre 2005 pour enregistrer les onze nouvelles pièces de The Black Waltz. Jussila des studios Finnvox s’occupe de terminer le mixage de l’album. The Black Waltz, publié le 22 février 2006, connaît un énorme succès sur la scène metal. En 2007, le groupe retourne en studio pour l’enregistrement de l’album For the Revolution qui sort le 2 avril 2008. C'est en 2008 que le groupe fait sa première tournée outre-mer, avec notamment huit dates à travers le Canada.

### 12 Gauge
Le groupe retourne en studio en 2009, et sort le 3 mars 2010 un nouvel album, 12 Gauge. En 2012, Kalmah publie un nouveau clip vidéo d'un morceau prévu pour le prochain album Seventh Swamphony. Cet album est publié le 17 juin 2013.

## Membres

### Membres actuels
- Pekka Kokko – chant, guitare (depuis 1998)
- Antti Kokko – guitare solo (depuis 1998)
- Timo Lehtinen – basse (depuis 2001)
- Janne Kusmin – batterie (depuis 2001)
- Veli-Matti Kananen – claviers (depuis 2012)

### Anciens membres
- Altti Veteläinen – basse (1998–2001)
- Petri Sankala – batterie (1998–2001)
- Antti-Matti Talala – claviers (1999)[8]
- Pasi Hiltula – claviers (1999–2004)
- Marco Sneck – claviers (2004–2011)

## Vidéographie

### Clips
- 2000 : Withering away, tiré de Swamplord
- 2006 : The Groan of Wind, tiré de The Black Waltz
- 2010 : 12 Gauge, tiré de 12 Gauge
- 2013 : Seventh swamphony, tiré de Seventh swamphony
- 2018 : Blood Ran Cold, tiré de Palo
- 2018 : Take Me Away, tiré de Palo

### Clips lyric
- 2018 : Evil Kin, tiré de Palo

### Clips live
- 2016 : For the Revolution, tiré de For the revolution, vidéo captée lors du concert du 14 janvier 2017 à Helsinki
- 2017 : Heroes To Us, tiré de Swampsong, vidéo captée lors d'un concert à Montréal